# 陸浩明
陸浩明（英語：Luk Ho Ming；1979年4月26日—），暱稱六號，香港男演員及節目主持，現為無綫電視經理人合約藝員。

## 簡歷
陸浩明在香港荃灣長大，父母均是銀行職員。他分別畢業於柴灣角天主教小學（1991年第8屆）、荃灣聖芳濟中學（1996年第30屆中五）及裘錦秋中學（葵涌）（1998年），由中六起加入新城電台。當時跟他一同於電台共事的尚有陳鍵鋒和陳霽平。他在中學會考中考獲16分。於香港城市大學修讀工業工程與工程管理學系，並以三級榮譽畢業。大學畢業後正式進入有線電視從事演藝工作，先後擔任YMC及娛樂台VJ主持，及後於2003年有線娛樂新聞台啟播後擔任首席主播。2007年首次推出個人著作《魔鬼主播666》。
2012年10月，陸浩明、洪永城、李佳芯、譚凱琪及黃翠如一同轉投無綫電視正式成為的旗下藝人，他於翡翠台、J2及無綫網絡電視主持不同節目，以飲食及綜藝節目為主，當中和肥媽（Maria Cordero）合作拍攝《食平D系列》最廣為人知。2015年6月，兩人更正式上誼母子。在無綫擔任多個大型綜藝節目司儀，萬千星輝賀台慶，香港小姐，勁歌金曲頒獎典禮等等。在《#後生仔傾偈》第728集（英文名唔可以亂改）中透露Patrick為其曾經使用的英文名，但進入大學之後已經沒有再使用。

## 爭議

### 誤稱2003年沙士病毒源自香港
2020年2月，陸浩明於《#後生仔傾偈》第487集內，因誤稱2003年沙士事件病毒源自香港而被網民批評，雖然同集中馮盈盈及陸浩明自己稍後有釐清。後來，出於對網民及其他香港市民的尊重，陸浩明於個人社交媒體道歉，聲稱自己「知道沙士源頭係來自廣州」及「會自己罰抄100次」，但未有指明和誤稱沙士事件病毒源頭有關。基於第一次道歉不獲網民接受，他隨即重新發文，表示「一時疏忽」及「喺節目講錯咗重要資訊」，承諾「以後會好充分的資料搜集」。2月17日，他再於錄影廠外公開道歉，期間激動落淚。最後在2月18日播出的第491集節目開始前，陸浩明正式讀出道歉及澄清聲明，將沙士事件病毒源頭來龍去脈清楚釐清。

## 感情生活
他與相差十四年的女朋友陳詩欣（Ayan）自2012年起相戀。兩人皆是基督徒。

## 演出作品

#### 綜藝節目主持（無綫電視翡翠台）
2012年
- 歡樂滿東華
- 瘋狂歷史補習社（非主持）

2013年
- 食平D（與肥媽合作主持）
- 歡樂滿東華

2014年
- 新春馬到慶豐年
- 食平DD
- 尋謎博物館
- 我要做老闆
- 鬼馬教煮

2015年
- 羊羊得意過新年
- 兄弟幫決戰姊妹淘
- 食平3D
- 過節
- 超強選擇1分鐘
- 2015香港小姐 傳奇誕生
- 歡樂滿東華
- 暖DD·食平D
- 慶祝澳門回歸祖國十六周年 澳門拉丁城區大巡遊
- 娛樂3兄弟（第一輯）

2016年
- 博愛歡樂傳萬家
- 靈猴獻瑞賀新禧
- 萬千星輝團年飯
- 今個夏天食平D
- 8個紀錄的誕生 2016 TVB大專紀實短片比賽（與劉佩玥合作）
- 萬眾同心公益金
- 2016 TVB最受歡迎廣告頒獎典禮
- 萬千星輝賀台慶
- 2017 TVB節目巡禮星光晚宴
- 慶祝澳門回歸祖國十七周年 澳門拉丁城區大巡遊

2017年
- 2017國泰航空新春國際匯演之夜
- Ben Sir研究院
- 阿媽教落食平D
- 群星唱談鄭少秋
- 全城躍動 第六屆全港運動會開幕典禮
- 玩轉香港日與夜
- Ben Sir開Show
- Ben Sir睇樓團
- 國慶煙花匯演
- TVB50周年 華麗轉身 邁步同行
- 終極街頭魔法王
- 星和無綫電視大獎2017
- TVB金禧晚宴暨2018節目巡禮
- 萬千星輝賀台慶
- TVB 馬來西亞星光薈萃頒獎典禮2017
- 歡樂滿東華
- 2017年度勁歌金曲頒獎典禮
- #後生仔平安夜傾吓偈
- 娛樂3兄弟娛樂大事回顧2017

2018年
- big big channel失驚無神頒獎典禮
- 2018國泰航空新春國際匯演之夜
- 慈善星輝仁濟夜
- 博愛歡樂傳萬家
- 生活100錯
- big big channel大公司週年慶
- 2018香港小姐競選決賽
- #後生仔睇完港姐傾吓偈
- X偏方 全民拆解
- 愛與山同行
- 善心滿載仁愛堂
- 食好D 食平D
- Ben Sir睇樓團（第2輯）
- #後生仔失驚無神賀中秋
- 璀璨煙花賀國慶
- TVB 50+1再出發節目巡禮2019
- 萬千星輝賀台慶
- 萬千星輝大派對
- 職業「試」工隊
- 一帶一路一狀元
- 歡樂滿東華
- 萬千星輝頒獎典禮2018
- 萬千星輝慶功宴
- 萬眾同心齊Countdown

2019年
- 軒仔與他的產地
- 糕手過招（為食台首播）
- 農曆新春煙花匯演
- 2019國泰航空新春國際匯演之夜
- 肥媽新年新煮意
- 2019國際中華小姐競選
- 大灣區 活好D（第二輯）
- 娛樂大家（第1-2輯娛樂家族成員之一）
- TVB影視展星勢2019
- 食好D 食平D（第二輯）
- 全城躍動 第七屆全港運動會開幕典禮
- Ben Sir睇樓團（第三輯）
- 2019香港小姐競選決賽
- 香港唱好演唱會
- 珍惜香港 發放娛樂 TVB 52年
- 一屋後生仔
- #後生仔傾吓傾吓傾到2020

2020年
- 慈善星輝仁濟夜
- 2019年度勁歌金曲頒獎典禮
- 金鼠賀歲迎新春
- 我們的未來
- X偏方 全民拆解II
- 娛樂大家10點半（娛樂家族成員之一）
- 健康食平D
- 萬眾同心公益金
- 網購攻略＋big big shop感謝祭
- 我和港姐有個約會
- 2020香港小姐競選決賽
- 網購攻略+big big shop中秋感謝祭
- 星光熠熠耀保良
- TVB節目巡禮2021
- 萬千星輝賀台慶
- 歡樂滿東華
- 衝上雲霄大選

2021年
- 聲夢傳奇 繼續召集
- 萬千星輝頒獎典禮2020
- 慈善星輝仁濟夜
- 2020年度勁歌金曲頒獎典禮
- big big shop新春感謝祭
- 無可比擬的演藝泰斗 永遠懷念 吳孟達
- 善心滿載仁愛堂
- 傑出小童星嘉許典禮

2022年
- 煮·野食
- 全民居家煮嘢食
- 慶祝香港回歸祖國二十五周年文藝晚會
- 善心滿載仁愛堂
- 萬千星輝賀台慶2022

2023年
- 健康必殺食
- 我和媽咪有個約會
- 2023香港小姐競選 終極面試
- 明愛暖萬心
- 獎門人Happy Summer感謝祭（非主持）
- 星光熠熠耀保良
- 香港同胞慶祝中華人民共和國成立七十四周年文藝晚會
- TVB 2024節目巡禮感謝祭
- 萬千星輝賀台慶
- 福佑香江 同心邁向2024

2024年
- 龍舞雲祥年初一
- 博愛歡樂傳萬家
- 吃貨橫掃深圳

#### 無綫電視（J2主持）
- Cool Guide
- 娛樂3兄弟
- #後生仔傾偈
- #後生仔去台灣傾吓偈
- #溫哥華後生仔傾吓偈
- 疫境廚神500道滋味

### 電影
- 絕代雙嬌
- 追擊八月十五（2004年）
- 戀上你的床
- 身驕肉貴
- 雙子神偷
- 八星抱喜
- 大追捕

### 電視劇

#### 有線電視
- 補習天后

#### 無綫電視
- 2013年：情逆三世緣 飾 汪陽德
- 2014年：愛我請留言 飾 韓川
- 2014年：老表，你好hea！ 飾 司儀
- 2015年：四個女仔三個BAR 飾 Adrian
- 2015年：陪著你走 飾 醫生
- 2016年：流氓皇帝 飾 員工
- 2017年：超時空男臣 飾 主持
- 2017年：溏心風暴3 飾 洪成
- 2020年：使徒行者3 飾 大口手下
- 2021年：愛·回家之開心速遞 飾 陸浩
- 2021年：智能愛人 飾 田浩
- 2021年：青年心城之撐起青春 飾 Stephen
- 2024年：逆天奇案2 飾 潘曉洋

### 舞台劇演員
- 張達明棟篤笑細路教壞系列之一於做壞旦 2011年

## 其他

#### 司儀活動
- 中國海外2018新春晚宴
- 上海商業銀行逍遙退「優」安老按揭客戶茶敘
- 同仁四季音樂主題餐廳開幕
- 香港人壽頒獎晚宴
- 美聯物業公司周年晚宴
- Beauty exchange 2017 FW 產品頒獎典禮
- 恒生銀行CIES Launch Party
- Venus & Jason Wedding Dinner
- EY Annual Dinner
- 施耐德電器Annual Dinner
- 惠氏營養品聚研盛薈活動
- Nissan 新車發佈會
- 東日物業顧問展銷會
- Asana 會員聚會活動
- 日本城JHC2017新春晚宴

## 書籍

### 自傳
- 2007年7月：魔鬼主播666（嘉出版有限公司、ISBN 9789628955220）

## 外部連結
- 陸浩明的新浪微博
- 陸浩明的Facebook專頁
- 陸浩明的Instagram帳戶
- 陸浩明在香港影庫上的簡介
- 香港有線電視主持博客網誌 （页面存档备份，存于）